# Tetracera sarmentosa
Tetracera sarmentosa är en tvåhjärtbladig växtart. Tetracera sarmentosa ingår i släktet Tetracera och familjen Dilleniaceae.

## Underarter
Arten delas in i följande underarter:
- T. s. andamanica
- T. s. sarmentosa